# ون باسکیرک (ویسکانسین)
ون باسکیرک، ویسکانسین (به انگلیسی: Van Buskirk, Wisconsin) یک منطقهٔ مسکونی در ایالات متحده آمریکا است که در میشیگان واقع شده‌است.

## خصوصیات
ون باسکیرک ۴۶۳٫۰ متر بالاتر از سطح دریا واقع شده‌است.